# Diactor
Genre
Diactor est un genre d'insectes hémiptères du sous-ordre des hétéroptères (punaises), de la famille des Coreidae, de la sous-famille des Coreinae et de la tribu des Anisoscelini.

## Historique et dénomination
- Le genre Diactor  a été décrit par l'entomologiste allemand Maximilian Perty en 1830[1].
- Étymologie : du grec "intermédiaire" surnom de Mercure qui porte des ailes aux talons.
- L'espèce type pour le genre est Diactor bilineatus

## Taxinomie
Liste des espèces : 
- Diactor bilineatus (Fabricius, 1803)
  - Synonymie : Lygaeus bilineatus (Fabricius, 1803) Protonyme
  - Synonymie : Diactor elegans (Perty, 1830)
  - Synonymie : Diactor latifolia (Serville, 1831)
- Diactor bogotanus (Stål, 1870)
  - Synonymie : Diactor bagotanus (Walker, 1873)

## Description
- Antennes ayant leur premier article long et grêle à peine épaissi vers son extrémité.
- Prothorax à angles postérieurs non ou à peine saillants.
- Cuisses postérieures grêles filiformes avec quelques petites dentelures en dessous.

Les autres caractères sont ceux des Anisoscèles.